# 一柳寿一
一柳 寿一（ひとつやなぎ じゅいち、1910年3月1日 - 1998年7月14日）は日本の天文学者。

## 来歴
長野県出身。昭和6年（1931年）東京帝国大学理学部天文学科卒業。同10年（1935年）東北帝国大学理学部講師、同12年（1937年）助教授、同25年（1950年）東北大学教授、同48年（1973年）定年退官。日本天文学会理事長も務めた。
著書に「量子物理学と天文学」などがある。